# تشارلز فينتر وود
تشارلز فينتر وود (بالإنجليزية: Charles Winter Wood)‏ هو مدير فني أمريكي، ولد في 17 ديسمبر 1869 في ناشفيل في الولايات المتحدة، وتوفي في 9 يونيو 1953 في كوينز في الولايات المتحدة.

## وصلات خارجية
- تشارلز فينتر وود على موقع قاعدة بيانات برودواي على الإنترنت (الإنجليزية)